# Flensborg Yacht Club
Flensborg Yacht Club (FYC) er en sejlklub i Flensborg, der ligger på den tyske side af Flensborg Fjord. Den er den eneste danske sejlklub syd for grænsen. 
Sejlklubben har til huse i Farensodde (på tysk Fahrensodde), hvor klubben deler havnen med den tyske naboklub Seglervereinigung Flensburg (SVF). Klubben er både medlem af Dansk Sejlunion og den tilsvarende tyske sejlunion. Sammen med naboklubben arrangerer Flensborg Yacht Club hvert år flere kapsejladser, blandt andet Forårsuge Flensborg og Lyø Rundt. 
Flensborg Yacht Klub blev etableret i juni 1946. Klubben har pt cirka 280 medlemmer. Klubbens rødder går tilbage til 1936, da Dansk Juniorsejlklub blev stiftet i Flensborg. Den er certificeret af Dansk Sejlunion som ungdomsvenlig sejlklub.

## Sprog og Kultur
Selvom klubben er dansk, er der mange hhv. tyske og sydslesvigske og nogen få britiske medlemmer. Derfor bliver der snakket dansk, tysk, og engelsk i en blanding, så alle nogenlunde kan forstå hinanden. Desuden er der mange medlemmer, der er to eller tresproget, hvilket gør samtalerne nemmere.
Der er fester til Sankt Hans og der bliver afholdt en del regataer som for eksempel Frühjahrswoche (Forårsuge), et internationalt sejlevent til foråret.

## Eksterne links
- Klubbens hjemmeside Arkiveret 7. februar 2009 hos  Wayback Machine
- Forårsuge Flensborg (Webside ikke længere tilgængelig)

54°49′17.58″N 9°28′21.46″Ø / 54.8215500°N 9.4726278°Ø